# Konstanty Stecki (botanik)
Konstanty Marian Mścisław Stecki (ur. 29 lipca 1885 w Hrubieszowie, zm. 4 października 1978 w Poznaniu) – polski botanik.

## Życiorys
Syn lekarza Konstantego Steckiego (1847–1900), który posiadał majątek ziemski Klukowicze koło Wysokiego Litewskiego i Marii z Ponikwickich. Dziadek Jan Stecki (1813-1903) dożył 90 roku życia. Synem Konstantego był również Konstanty Stecki (1917–1996), polski pisarz, z kolei brat stryjeczny Jan Stecki (1871–1954) był politykiem i ministrem w rządach rady regencyjnej.
W 1907 ukończył studia na Uniwersytecie Jagiellońskim. Od 1919 był współpracownikiem Komisji Fizjograficznej Polskiej Akademii Umiejętności. W latach 1923–1950 kierował Katedrą Botaniki Leśnej i Botaniki Ogólnej Uniwersytetu Poznańskiego, w 1925 uzyskał tytuł profesora. Od 1950 był wykładowcą w Wyższej Szkole Rolniczej, należał do grona założycieli parku dendrologicznego na poznańskim Sołaczu. W latach 1931–1932 i 1946-1953 był przewodniczącym poznańskiego oddziału Polskiego Towarzystwa Botanicznego, od 1961 był członkiem honorowym tego towarzystwa. Należał również do Polskiego Towarzystwa Leśnego, Polskiego Towarzystwa Przyrodników im. Kopernika i Towarzystwa Tatrzańskiego.
Prowadził badania flory Karpat, Wielkopolski i Pomorza. Był twórcą podziału Polski na strefy przyrodniczo-leśne i działaczem ruchu obrony przyrody. Stworzył monografię dotyczącą Tatr (1968). Spoczywa na cmentarzu parafialnym św. Jana Vianneya w Poznaniu.